# By Crooked Steps
By Crooked Steps – drugi singel amerykańskiego zespołu muzycznego Soundgarden, promujący szósty studyjny album King Animal, opublikowany w listopadzie 2012. 
Czas trwania wynosi 4 minuty. Autorami kompozycji są wszyscy członkowie zespołu. 

## Lista utworów na singlu
digital download
| Nr | Tytuł utworu       | Tekst         | Muzyka                                                   | Długość |
| -- | ------------------ | ------------- | -------------------------------------------------------- | ------- |
| 1. | „By Crooked Steps” | Chris Cornell | Chris Cornell • Kim Thayil • Ben Shepherd • Matt Cameron | 4:00    |

## Notowania
| Lista (2013)                                | Pozycja |
| ------------------------------------------- | ------- |
| Billboard Rock Airplay (Stany Zjednoczone)  | 17      |
| Lista przebojów Programu Trzeciego (Polska) | 33      |
| Mainstream Rock Songs (Stany Zjednoczone)   | 1       |

## Twórcy
Opracowano na podstawie materiału źródłowego:
Soundgarden
- Chris Cornell – śpiew, gitara rytmiczna
- Kim Thayil – gitara prowadząca
- Ben Shepherd – gitara basowa
- Matt Cameron – perkusja

Produkcja
- Producent muzyczny: Adam Kasper, Soundgarden
- Inżynier dźwięku: Josh Evans, Nate Yaccino, Sam Hofstedt
- Miksowanie: Joe Barresi
- Mastering: Ted Jensen

- Aranżacja: Chris Cornell, Kim Thayil, Ben Shepherd, Matt Cameron
- Tekst utworu: Chris Cornell